# Winsor (Anglia)
Winsor – wieś w hrabstwie Hampshire w Anglii, w granicach Parku Narodowego New Forest.